# Хомутов Володимир Сергійович
Володимир Сергійович Хомутов (рос. Владимир Сергеевич Хомутов; нар. 23 грудня 1938, Москва, СРСР — пом. 2003) — радянський футболіст, захисник, тренер. Майстер спорту СРСР (1962).

## Життєпис
Народився в московському районі Сокольники. У 1952 році розпочинав грати на стадіоні «Труд». Виступав на позиціях захисника та півзахисника за юнацькі команди «Метробуд» та ФШМ (1956, володар Кубку Москви). З травня 1957 року — в складі «Торпедо» Москва. В основному грав у дублюючому складі, переможець турніру дублерів в 1959 році. У чемпіонаті провів дев'ять матчів, дебютував 22 жовтня 1960 року в домашньому матчі проти московського «Локомотива» (1:3); в цьому році «Торпедо» стало чемпіоном і володарем Кубку СРСР. У наступному році Хомутов зіграв вісім матчів, фіналіст Кубку СРСР 1961. По ходу сезону 1962 року перейшов у ленінградське «Динамо», в 1963 році команда вилетіла з першої підгрупи класу «А». Хомутов грав у «Динамо» до 1965 року, був капітаном команди. Далі виступав у командах другої групи класу «А» «Металург» Запоріжжя (1966) і «Авангард» Жовті Води (1967-1968). 1968 рік завершував у команді чемпіонату Ленінграда «Сокіл».
Закінчив школу тренерів при ГОЛІФК імені П. Ф. Лесгафта (1963-1968). Тренував ленінградські команди «Техприлад» (червень 1968 — листопад 1973), Середньо-Невський суднобудівний завод (грудень 1973 — березень 1975), СК «Петроградець» (лютий 1976 — лютий 1992), СК «Красногвардієць» (1993).
Тренер другої категорії (1970). Суддя з футболу (1989). Нагороджений медаллю «Ветеран праці» (1990).
Помер у 2003 році.